# Jean-Claude Van Johnson
Jean-Claude Van Johnson è una serie televisiva statunitense del 2016 creata da David Callaham, prodotta da Ridley Scott per Scott Free Productions e Amazon Studios. Ha debuttato con l'episodio pilota il 19 agosto 2016 su Prime Video. Il 18 gennaio 2018 la serie è stata cancellata dopo la prima stagione.

## Trama
La serie ruota attorno alla storia dell'ex lottatore nelle arti marziali e star del cinema d'azione Jean-Claude Van Damme (dove interpreta se stesso) che in realtà è un agente segreto. Dopo qualche anno di ritiro dalle scene, decide di rientrare in campo come agente segreto sotto copertura.

## Episodi
| Stagioni       | Episodi | Pubblicazione USA | Pubblicazione Italia |
| -------------- | ------- | ----------------- | -------------------- |
| Pilota         | 1       | 2016              | 2018                 |
| Prima stagione | 5       | 2017              | 2018                 |